# Reichsarbeitsdienst
Il Reichsarbeitsdienst (abbreviato come RAD) fu un corpo ausiliario istituito nella Germania nazista che, fra altre attività, fornì supporto alla Wehrmacht durante la seconda guerra mondiale.
Il RAD venne classificato come Wehrmachtsgefolge ("Forze ausiliarie della Wehrmacht"). Pur non facendo parte delle Forze Armate stesse, le forze con questo status fornivano un supporto vitale tale da essere protette dalla convenzione di Ginevra. Alcune, fra cui il RAD, furono militarizzate.
Il RAD nacque nel luglio 1934 come servizio lavorativo statale dall'unione di molte organizzazioni lavorative formatesi in Germania negli anni venti. I membri prestavano servizio nei progetti lavorativi in ambito civile, militare o agricolo. Il suo unico leader fu Konstantin Hierl che restò in carica fino alla fine del Terzo Reich.

## Organizzazione
Il RAD era diviso in due sezioni principali: Reichsarbeitsdienst Männer (RAD/M) per gli uomini e Reichsarbeitdienst der weiblichen Jugend (RAD/wJ) per le giovani donne.
Era strutturato in 40 distretti chiamati Arbeitsgau ("distretti lavorativi"). A capo di ogni distretto era posto un ufficiale con del personale e una Wachkompanie ("compagnia di guardia"). I partecipanti di ogni distretto erano divisi in sei-otto Arbeitsgruppen ("gruppi di lavoro"), formazioni delle dimensioni di un battaglione (circa 1.200-1.800 persone). Questi gruppi erano a loro volta suddivisi in sei RAD-Abteilung, reparti delle dimensioni di una compagnia militare. A ogni membro veniva fornita una vanga e una bicicletta. Sulla spalla sinistra di tutte le uniformi o cappotti indossati dal personale era presente una mostrina con Il simbolo del RAD: una lama di vanga con due spighe .

## Guerra
All'inizio della guerra, durante le campagne occidentali e di Norvegia, centinaia di unità del RAD furono impegnate nel fornire alle truppe di prima linea cibo e munizioni, riparare le strade danneggiate e costruire campi di atterraggio. Durante tutta la guerra il RAD fu coinvolto in molti progetti: costruì fortificazioni costiere (molti uomini lavorarono sul Vallo Atlantico), piazzò campi minati, fornì guarnigioni per fortificazioni e aiutò nella sorveglianza di punti vitali e dei prigionieri.
Il ruolo del RAD non si limitava al puro supporto alle forze militari di prima linea. Centinaia di reparti furono addestrati come unità antiaeree denominate batterie antiaeree RAD. Altri reparti combatterono sul fronte orientale come unità di fanteria. Man mano che le forze armate tedesche venivano decimate nei combattimenti, i reparti RAD venivano sempre più impegnati in combattimenti. Negli ultimi mesi della guerra il RAD forniva 6 grandi unità di prima linea, affrontando dure battaglie.